# Lac Furesø
Le lac Furesø est une étendue d'eau située à une quinzaine de kilomètres au nord de Copenhague, au Danemark. 

## Géographie
Le lac Furesø est situé au centre de l'île de Seeland au Danemark, à côté de la ville de Furesø et dans la municipalité de Farum dans l'amt de Frederiksborg, à une quinzaine de kilomètres au nord de Copenhague. Son bassin fluvial couvre une superficie de 79 km2. Le lac a une forme en fer à cheval et mesure dans ses plus grandes dimensions environ quatre kilomètres de longueur sur environ trois kilomètres de largeur. Il est alimenté par la rivière Mølleåen qui le traverse de part en part du nord vers le sud.
Le lac Furesø est une zone de protection spéciale membre du réseau Natura 2000. De nombreuses roselières bordent ses rives. Le lac est une réserve naturelle protégée pour la nidification de nombreuses espèces d'oiseaux. Le lac est le lieu de vie du grand brochet, du gardon, de la perche commune, du sandre, de la brème commune et de l'anguille d'Europe. 

## Personnalités liées au lac Furesø
- Otto Friedrich Müller, zoologiste danois qui a vécu dans le château de Frederiksdal à proximité du lac Furesø.
- Christoffer Wilhelm Eckersberg, peintre danois qui a représenté le lac Furesø dans une de ses toiles de maître.

## Liens externes

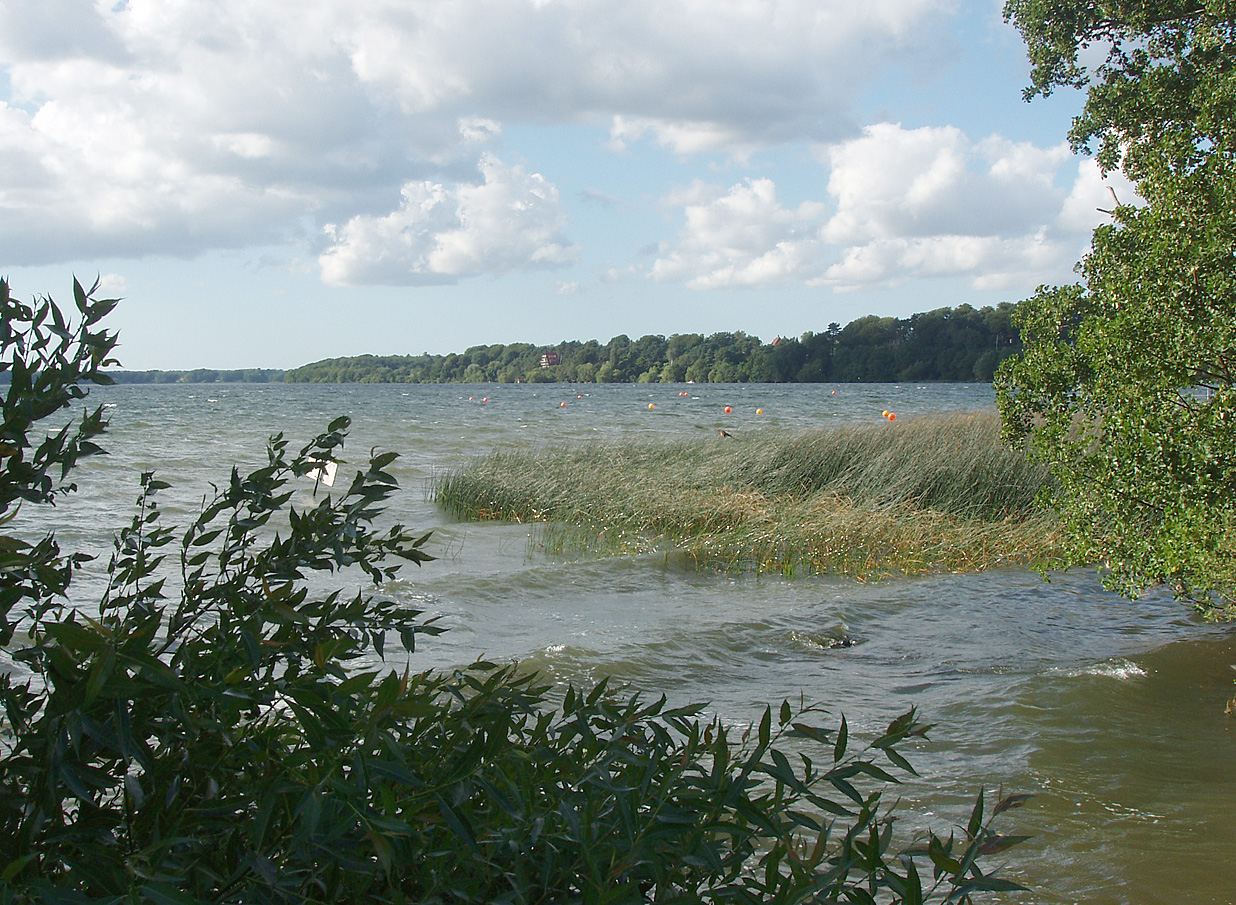
Roselière le long de la rive du lac Furesø.

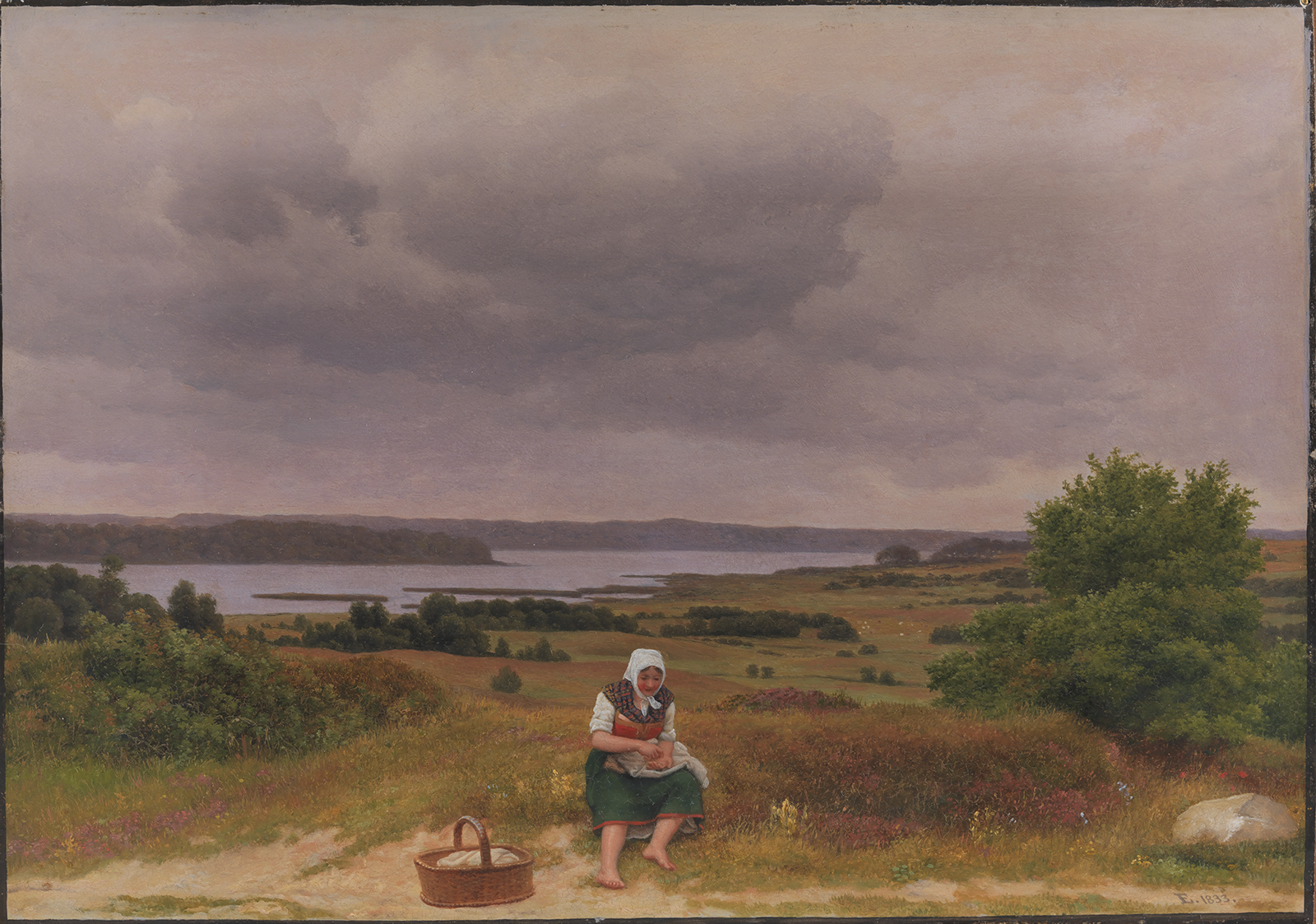
Toile du peintre Christoffer Wilhelm Eckersberg représentant le lac Furesø.